# 24 heures de Roche-la-Molière
Les 24 heures de Roche-la-Molière (anciennement les 24 heures du Forez) est une épreuve de course à pied sur route appartenant à la catégorie des courses horaires d'ultra-marathon.

## Histoire
La course a lieu à tous les ans au mois de juin depuis 1997 à Roche-la-Molière dans la Loire en région Auvergne-Rhône-Alpes,. Selon les éditions, l'événement se déroule au Stade Beaulieu ou au Stade Louis Berger.
La première édition a eu lieu en 1997, succédant aux 100 km de Roche-la-Molière (1991-1996).
Les 24 heures de Roche-la-Molière a été support des Championnats de France des 24 heures en 2010 en accueillant 145 athlètes,.
De retour au Stade Louis Berger, l'événement accueille en 2024 près de 500 participants parmi lesquels on compte les coureurs individuels sur 24h-12h-6h et les équipes relais,.

## Palmarès
Résultats des 24 heures de Roche-la-Molière d'après la Deutsche Ultramarathon-Vereinigung (DUV):
| Année | Homme                           | Distance   | Femme                   | Distance   |
| ----- | ------------------------------- | ---------- | ----------------------- | ---------- |
| 2024  | Ray Qi                          | 213,060 km | Odile Freydier          | 151,320 km |
| 2023  | Frederic Bruno                  | 224,936 km | Audrey Javelle          | 174,144 km |
| 2022  | Jérôme Ferris                   | 215,100 km | Emilia Rais             | 144,000 km |
| 2019  | Daniel Fayon                    | 184,848 km | Mireille Chevillon      | 147,034 km |
| 2018  | Claude Duredon                  | 194,580 km | Elodie Guillin-Paon     | 147,001 km |
| 2017  | Frederic Bruno                  | 193,558 km | Brigitte Michel         | 139,392 km |
| 2016  | Nicolas Cointepas               | 227,384 km | Kathia Duchene          | 178,083 km |
| 2015  | Frederic Bruno                  | 201,104 km | Mireille Chevillon      | 152,976 km |
| 2014  | Guilhen Dubourdieu              | 229,730 km | Sylvie Cartoux-Boissy   | 181,524 km |
| 2013  | Frederic Bruno                  | 220,769 km | Nathalie Zimmer         | 191,384 km |
| 2012  | Fabrice Puaud                   | 213,275 km | Anne-Marie Vernet       | 194,735 km |
| 2011  | Sebastien Albert                | 211,438 km | Florence Guillauma      | 202.512 km |
| 2010  | Denis Morel                     | 235,440 km | Cecile Nissen           | 218,130 km |
| 2009  | Christian Leroux                | 231,851 km | Elisa Ciliberti         | 158,224 km |
| 2008  | Vladimir Tivikov                | 205,449 km | Brigitte Navarro        | 146,958 km |
| 2007  | Daniel Fayon                    | 202,907 km | Brigitte Navarro        | 153,970 km |
| 2006  | Daniel Fayon                    | 200,539 km | Irina Reutovich         | 176,577 km |
| 2005  | Sebastiao Ferreira da Guia Neto | 212,717 km | Irina Reutovich         | 154,103 km |
| 2004  | Sebastiao Ferreira da Guia Neto | 230,000 km | Nathalie Firmin-Belloux | 193,683 km |
| 2003  | Sebastiao Ferreira da Guia Neto | 232,000 km | Brigitte Faivre         | 147,000 km |
| 2002  | Vladimir Tivikov                | 213,800 km | Brigitte Faivre         | 146,200 km |
| 2001  | Vladimir Tivikov                | 222,300 km | Jacqueline Baraldini    | 167,700 km |
| 2000  | Alain Poyet                     | 234,000 km | Jacqueline Baraldini    | 161,850 km |
| 1999  | Vladimir Tivikov                | 212,005 km | Brigitte Faivre         | 143,930 km |
| 1998  | Vladimir Tivikov                | 227,565 km | Martine Tabarini        | 159,490 km |
| 1997  | Vladimir Tivikov                | 215,820 km | Martina Hausmann        | 156,420 km |

## Records
Les records  sont détenus par Denis Morel avec 235,440 km et Cécile Nissen avec 218,130 km lors des Championnats de France de 24 heures en 2010,.